# Trichomyia iarae
Trichomyia iarae är en tvåvingeart som beskrevs av Freddy Bravo 2001. Trichomyia iarae ingår i släktet Trichomyia och familjen fjärilsmyggor. Inga underarter finns listade i Catalogue of Life.